# شهرستان برکلی (ویرجینیای غربی)
شهرستان برکلی، ویرجینیای غربی (به انگلیسی: Berkeley County, West Virginia) یک سکونتگاه مسکونی در ایالات متحده آمریکا است که در ویرجینیای غربی واقع شده‌است.

## خصوصیات
شهرستان برکلی ۸۳۳٫۹۸ کیلومترمربع مساحت دارد.